# Ringwelt
Die Ringwelt ist eine fiktive Welt im Known-Space-Universum des Science-Fiction-Schriftstellers Larry Niven. Sie hatte ihr Debüt in dem 1970 erschienenen Science-Fiction-Roman Ringworld (deutsch: Ringwelt). Das Buch gilt heute als einer der Klassiker der Science-Fiction, und die Ringwelt gab auch den Fortsetzungsromanen The Ringworld Engineers (1980, deutsch: Ringwelt-Ingenieure), The Ringworld-Throne (1996, deutsch: Ringwelt-Thron) und Ringworld's Children (2004, deutsch: Hüter der Ringwelt) ihren Handlungsrahmen.

Die Ringwelt

## Aufbau
Die Ringwelt ist eine künstliche Welt, die einen Stern ringförmig umgibt. Ihr Radius ist ungefähr gleich dem Abstand der Erde von der Sonne, etwa 150 Millionen Kilometer. Ihre Breite beträgt 1,6 Millionen Kilometer, etwa dem Durchmesser des Zentralgestirns entsprechend, und an den Rändern befinden sich zwei 1.600 Kilometer hohe Außenwälle, die die Atmosphäre innerhalb des Ringes halten. Damit ist die Ringwelt quasi eine schmale Scheibe einer Dyson-Sphäre. Ihre Oberfläche beträgt etwa das Dreimillionenfache der Erdoberfläche.
Die Ringwelt rotiert mit zirka 1.200 km/s Tangentialgeschwindigkeit um ihr Zentralgestirn, so dass künstliche Schwerkraft auf der Oberfläche entsteht, die ungefähr der Erdschwerkraft entspricht. Die Ringwelt befindet sich jedoch nicht in einem echten Orbit um die Sonne, ihre Position ist vielmehr in Relation zum Zentralgestirn instabil. Weil die Anziehungskraft der Sonne in der Ringebene in allen Richtungen auf den Ring gleich groß wirkt, fehlt eine stabilisierende Wirkung, die in einem natürlichen Planetenorbit gegeben ist. Wenn der Ring innerhalb der Rotationsebene um einen beliebig geringen Betrag verschoben würde, wirkte auf den sonnennäheren Teil des Ringes eine stärkere Kraft als auf den sonnenferneren Teil. Nach einiger Zeit würde der Ring deshalb unweigerlich mit dem Zentralgestirn kollidieren, noch vorher jedoch mit dem „Ring der Schattenblenden“, einer Serie von Scheiben, die der Simulation von Tag bzw. Nacht auf der Ringwelt dienen und sich zwischen Sonne und Ringwelt befinden. Zur Stabilisierung der Ringweltposition sind die Randmauern der Ringwelt deshalb mit Korrekturtriebwerken (englisch attitude jets) ausgerüstet.

## Konstruktionsdetails
Über die Konstruktionsarbeiten der Ringwelt wird wenig geschrieben. Bekannt ist, dass sie etwa eine Million Jahre vor dem Eintreffen der Protagonisten von der Rasse der Pak erbaut wurde. Im Verhältnis zu ihren gigantischen Ausmaßen besteht die Ringwelt aus sehr wenig Material. Die Gesamtmasse entspricht etwa 350 Erdmassen (so viel wie die Summe aller Planeten unseres Sonnensystems). Die durchschnittliche Dicke des Ringmaterials beträgt nur etwa 30 Meter. Auf der Außenseite des Ringes befindet sich noch eine zusätzliche schaumähnliche Schutzschicht von etwa 300 Metern Dicke, die Meteoroiden und andere Himmelskörper beim Einschlag abbremsen soll. Ein Durchschlagen des Ringes wäre fatal, da die gesamte Atmosphäre durch das Einschlagsloch entweichen würde. Eine Ausnahme davon stellt die "Faust Gottes" dar, ein hohler, kegelförmiger Berg, der bis über die Atmosphäre hinaus reicht, und der durch einen extrem großen, von der Unterseite kommenden Einschlag erzeugt wurde. 
Einer der Punkte, in denen die Ringwelt-Romane einer wissenschaftlichen Grundlage entbehren, betrifft das Material, Scrith genannt, aus dem der Ring gefertigt ist. Das Material müsste unglaublich dicht sein und eine unrealistisch hohe Zugfestigkeit (in der Größenordnung der starken Kernkraft) besitzen, um die durch die Rotation des Ringes entstehenden inneren Zugkräfte aushalten zu können. Um die gigantische Ringwelt in Rotation zu versetzen, musste das riesige Energieäquivalent von etwa 0,2 Prozent der Erdmasse aufgewendet werden.

### Tag-Nacht-Zyklus
Da die Sonne auf der Ringwelt immer im Zenit steht, gibt es keine Tages- oder Jahreszeiten. Ein weiterer Ring aus 20 rechteckigen Abschirmungen, der zwischen der Sonne und der Ringwelt rotiert, sorgt für einen künstlichen Tag-Nacht-Zyklus. Dabei ist es auf der Ringwelt niemals völlig dunkel, da die hellen Abschnitte der Ringwelt indirekt die dunklen Bereiche beleuchten.

## Geologie
Die eigentliche Gesteinsschicht innerhalb des Ringes ist sehr dünn. Deshalb stellt Erosion ein gewaltiges Problem dar, dessen technische Lösung in den Romanen behandelt wird. Auf der Ringwelt gibt es keine geologische Aktivität, wie etwa Vulkanismus und tektonische Vorgänge, weshalb fossile Rohstoffe wie Erdöl, Steinkohle und Erdgas fehlen. Von den Zivilisationen auf der Ringwelt werden Verbrennungsmaschinen mit Treibstoffen auf Alkoholbasis betrieben, da Alkohole aus den reichlich vorhandenen pflanzlichen Rohstoffen leicht gewonnen werden können.

## Bewohner
Die Ringwelt wird von unterschiedlichen Völkern und Rassen, den vermeintlichen Nachfahren der Erbauer der Ringwelt, bewohnt, die sich über geologische Zeiträume hin eigene evolutionäre Nischen erobert haben. Wegen der riesigen Oberfläche des Ringes sind direkte Kontakte weit voneinander entfernt lebender Völker quasi ausgeschlossen.

## Übersicht über die Romane
Die Hauptromane:
| US-Titel                | Jahr | Deutscher Titel     | Jahr | Handlung |
| ----------------------- | ---- | ------------------- | ---- | --- |
| Ringworld               | 1970 | Ringwelt            | 1972 | Ein Raumschiff mit Vertretern mehrerer Rassen, das die Ringwelt erstmals erkunden will, wird von der automatischen Meteoritenabwehr der Ringwelt abgeschossen und muss dort notlanden. Es stellt sich heraus, dass die einheimische Zivilisation durch eine Katastrophe in mittelalterliche Zustände zurückgefallen ist. |
| The Ringworld Engineers | 1980 | Ringwelt-Ingenieure | 1982 | Die Helden des ersten Romans kehren auf die Ringwelt zurück. Einige Leser teilten Niven mit, dass die Rotation der Ringwelt um die Sonne prinzipiell instabil sei und die Welt früher oder später aus ihrer Position abdriften oder um die Sonne oszillieren würde. Daraufhin schrieb Niven den zweiten Roman der Reihe, der sich mit genau diesem Problem beschäftigt. Die Umlaufbahn der Ringwelt ist nicht mehr stabil, da die meisten Triebwerke, die die Konstruktion gegen die Sonnenwinde stabil halten, bereits vor langer Zeit abmontiert wurden. Ihnen stellt sich die Aufgabe, die Ringwelt vor ihrem Untergang zu bewahren. |
| The Ringworld-Throne    | 1996 | Ringwelt-Thron      | 1998 | Es entbrennt ein Machtkampf zwischen verbliebenen und neuen Pak-Protektoren der Ringwelt. Um den Konflikt zu lösen, muss jemand die Schaltzentrale zur Steuerung der Ringwelt finden und besetzen. |
| Ringworld's Children    | 2004 | Hüter der Ringwelt  | 2006 | Die Nachkommen der einstigen Helden finden sich zusammen, um die bedrohte Ringwelt zu retten. |

Die Prequels (Co-Autor: Edward M. Lerner):
| US-Titel            | Jahr | Deutscher Titel              | Jahr | Handlung |
| ------------------- | ---- | ---------------------------- | ---- | --- |
| Fleet of Worlds     | 2007 | Die Flotte der Puppenspieler | 2008 | Die Explosion des galaktischen Zentrums sendet tödliche Strahlung aus. Langfristig steht alles Leben in der Galaxis vor der Auslöschung. Die technisch hoch entwickelte Spezies der Puppenspieler flieht und nimmt ihre Planeten mit, formiert zu einer Weltenflotte. Kirsten Quinn-Kovacs, eine Menschenfrau, die bei den Puppenspielern lebt, soll die Fluchtroute erkunden. Gemeinsam mit ihrem Mentor Nessus sucht sie nach möglichen Gefahren, die der Weltenflotte bei ihrer Reise drohen. Dabei stößt sie auf uralte Geheimnisse, die das ganze Universum in seinen Grundfesten erschüttern ... |
| Juggler of Worlds   | 2008 | Weltenwandler                | 2008 | ? |
| Destroyer of Worlds | 2009 | Krieg der Puppenspieler      | 2011 | ? |
| Betrayer of Worlds  | 2010 | Verrat der Welten            | 2012 | ? |
| Fate of Worlds      | 2012 | Das Schicksal der Ringwelt   | 2014 | ? |

Mittlerweile gibt es etwa zehn Bücher (ohne die diversen Ausgaben, in denen lediglich einzelne Geschichten zusammengefasst wurden) und eine eigene Reihe nur über die Kzin-Kriege. Diese umfasst zurzeit zwölf Bände, von denen die letzten drei allerdings noch nicht auf Deutsch erschienen sind.
Diese Reihe enthält einzelne Geschichten in einem losen Zeitrahmen, in denen das erste Zusammentreffen der Menschheit mit den Kzinti sowie weitere Kontakte und Geschehnisse beschrieben werden. Teilweise schließen sie auch Lücken der drei eigentlichen Ringwelt-Romane oder schreiben eine eigene Geschichte darum herum.

### Sammelbände
Als Neuauflage erschienen die ersten Romane des Zyklus als Sammelbände. Diese wurden dabei auch zum ersten Mal als E-Book-Version veröffentlicht.
- Ringwelt/Ringwelt Ingenieure, 2016, Bastei Lübbe Verlag, ISBN 978-3-4042-0867-8
- Ringwelt Thron/Hüter der Ringwelt, 2017, Bastei Lübbe Verlag, ISBN 978-3-4042-0885-2

## Das Computerspiel
Das kommerziell mäßig erfolgreiche Computerspiel gleichen Namens aus dem Jahre 1994 war ein Point-and-Klick-Abenteuerspiel vom Publisher Chaosium. Es war von Niven autorisiert, verwendete das Umfeld, bekannte Rassen und Handlungsorte des Known Space (unter anderem die Ringwelt selbst), jedoch andere Hauptpersonen als die Ringwelt-Romane und war nicht in Nivens fortgeführter Haupthandlung integriert und somit eher als Abspaltung einzustufen. Für Ringwelt-Fans interessant war jedoch eine eingebaute Enzyklopädie, die Informationen über die Rassen und die Technologie des „Ringwelt-Universums“ enthielt.

## Weblink
- Physikalische Eigenschaften der Ringwelt